# Leszek Dunecki
Leszek Ryszard „Lech“ Dunecki (* 2. Oktober 1956 in Toruń) ist ein ehemaliger polnischer Sprinter.
Leszek Dunecki ist der Sohn des ehemaligen Sprinters Grzegorz Dunecki, der 1939 polnischer Meister im 200-Meter-Lauf sowie 1937 bis 1939  und 1947/48 mehrfacher Silber- und Bronzemedaillengewinner bei polnischen Leichtathletikmeisterschaften war. Er begann seine Karriere als Weitspringer und wurde in dieser Disziplin 1975 mit einer Weite von 7,98 m Junioreneuropameister. Letztlich entschied er sich jedoch, in den Sprintbereich zu wechseln. Dort wurde er insgesamt siebenmal polnischer Meister, fünfmal im 200-Meter-Lauf (1978–1981, 1984) und jeweils einmal im 100-Meter-Lauf (1984) und in der 4-mal-100-Meter-Staffel (1982).
Sein erster großer internationaler Erfolg als Sprinter war 1978 der Gewinn des Europameistertitels in der 4-mal-100-Meter-Staffel. Gemeinsam mit Zenon Nowosz, Zenon Licznerski und Marian Woronin verwies er in Meisterschaftsrekordzeit von 38,58 s die Staffeln der DDR und der Sowjetunion auf die Plätze. Außerdem belegte Dunecki im 100-Meter-Lauf den fünften Rang. 1979 gewann er bei den Halleneuropameisterschaften in Wien die Silbermedaille im 60-Meter-Lauf. Zwei weitere Silbermedaillen holte er im selben Jahr bei der Universiade in Mexiko-Stadt über 100 und 200 Meter.
Bei den Olympischen Spielen 1980 in Moskau gewann er gemeinsam mit Zenon Licznerski, Marian Woronin und Krzysztof Zwoliński in Landesrekordzeit von 38,33 s die Silbermedaille hinter der sowjetischen und vor der französischen Staffel. Außerdem belegte Dunecki im 200-Meter-Lauf den sechsten Platz. 1981 siegte er mit der polnischen Staffel beim Leichtathletik-Weltcup sowie zum zweiten Mal nach 1979 beim Leichtathletik-Europacup.
Leszek Dunecki ist 1,80 m groß und hatte ein Wettkampfgewicht von 73 kg. Er besuchte von 1977 bis 1982 die Sporthochschule in Warschau und startete von 1983 bis 1986 für Start Lublin. Die 400-Meter-Läuferin und Olympiateilnehmerin Małgorzata Dunecka (geb. Gajewska) ist seine Ehefrau.